# 吕拉克-圣西尔克
吕拉克-圣西尔克（法語：Rullac-Saint-Cirq，法語發音：[ʁylak sɛ̃ siʁk]）是法国阿韦龙省的一个市镇，属于罗德兹区。该市镇于1832年由原市镇吕拉克（Rullac）和圣西尔克（Saint-Cirq）合并而成。

## 地理
吕拉克-圣西尔克（44°7'46"N, 2°29'26"E）面积32.74 平方千米，位于法国奧克西塔尼大區阿韦龙省，该省份为法国南部内陆省份，位于法國中央高原南部，北起顺时针与康塔爾省、洛泽尔省、加尔省、埃罗省、塔恩省、塔恩-加龙省和洛特省接壤。
与吕拉克-圣西尔克接壤的市镇（或旧市镇、城区）包括：卡萨涅贝戈内斯、桑特雷斯、莱代尔格、梅尔雅克、维欧尔河畔圣瑞斯特、拉塞尔沃。
吕拉克-圣西尔克的时区为UTC+01:00、UTC+02:00（夏令时）。

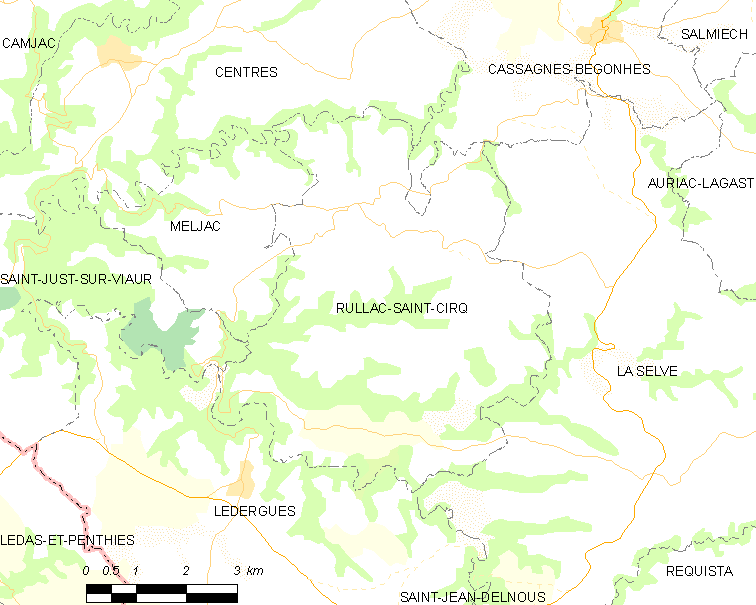
吕拉克-圣西尔克的OSM定位图

## 行政
吕拉克-圣西尔克的邮政编码为12120，INSEE市镇编码为12207。

## 政治
吕拉克-圣西尔克所属的省级选区为雷基斯塔奈山县。

## 人口

1962-2008年间吕拉克-圣西尔克人口变化图示

吕拉克-圣西尔克于2022年1月1日时的人口数量为342人。